# Пиларчано (Фиренца)
Пиларчано је насеље у Италији у округу Фиренца, региону Тоскана.
Према процени из 2011. у насељу је живело 86 становника. Насеље се налази на надморској висини од 198 м.